# Jenny Boyd (Psychologin)
Helen Mary „Jenny“ Boyd (* 8. Januar 1947 in Surrey, England) ist eine britische Psychologin. Zuvor trat sie als Mannequin in Erscheinung.

## Leben
Boyd wurde 1947 in Surrey als jüngere Schwester von Patricia „Pattie“ Boyd geboren. Ihrer Schwester verdankt sie ihren Spitznamen Jenny. In den 1960er Jahren arbeitete sie wie ihre Schwester als Model. Mit 15 oder 16 Jahren begann sie eine Beziehung zu Mick Fleetwood. Donovan schrieb 1968 über sie das Stück Jennifer Juniper. Ihre Schwester war mit George Harrison verheiratet. Jenny Boyd war mit Cynthia Lennon befreundet.
Am 12. Juni 1970 heiratete sie Mick Fleetwood, den Gründer und Schlagzeuger von Fleetwood Mac. Mit Fleetwood bekam sie zwei Töchter. Alkohol und Drogen prägten diese Zeit; das Paar ließ sich 1976 scheiden und war 1977 bis 1978 erneut verheiratet. Danach heiratete sie den Schlagzeuger Ian Wallace; auch diese Ehe wurde geschieden.
Sie besuchte die University of California in Los Angeles, wo sie in den späten 1980er Jahren im Fach Psychologie promovierte. Aus ihrer Dissertation heraus, für das sie zahlreiche bekannte Musiker nach ihren Schaffensprozessen und ihren Eindrücken über das Musikgeschäft befragte, entstand 1992 gemeinsam mit Holly George-Warren das Buch Musicians in Tune.
1997 heiratete Boyd den Architekten David Levitt, der Mitglied des Design Council des Bürgermeisters von London ist.

## Veröffentlichungen
- Jenny Boyd, Holly George-Warren: Musicians in Tune. 1992, ISBN 0-671-73440-7.
- Jenny Boyd: Jennifer Juniper: A Journey Beyond the Muse. Sandstone Press, 2023, ISBN 978-1-914518-13-3.